# PO-310
La PO-310 (en la provincia de Pontevedra), es una carretera de la Red Secundaria de la Junta de Galicia que une las localidades de Poyo y Campañó (Pontevedra).
Atraviesa los municipios de Poyo y Pontevedra. Tiene una longitud de 3,06 kilómetros y comienza en un cruce con la PO-531 en Poyo y finaliza en un cruce con la PO-531 en Campañó (Pontevedra).

## Galería de imágenes

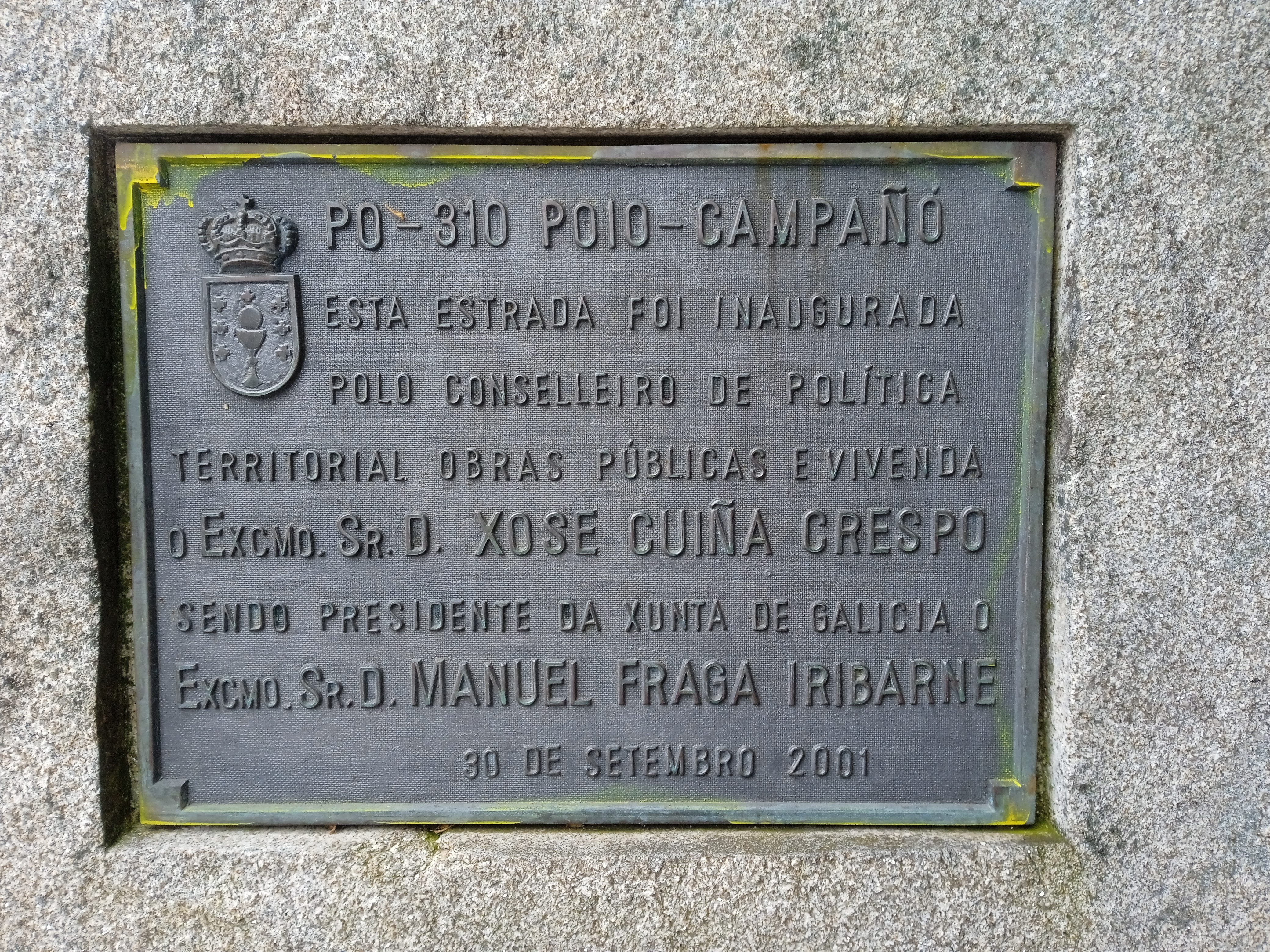
Placa de la inauguración de la carretera en 2001